# Joan A. Steitz
Joan Elaine Argetsinger Steitz (Minneapolis, 26 de janeiro de 1941) é uma bioquímica e professora universitária estadunidense. 
Professora de biologia molecular e biofísica molecular da Universidade Yale e pesquisadora do Instituto Médico Howard Hughes, Joan é conhecida por suas descobertas envolvendo o RNA, incluindo a forma como os ribossomos interagem com o RNA mensageiro, complementando o pareamento das bases e que os íntrons são unidos pelas pequenas ribonucleoproteínas nucleares..
Em setembro de 2018, Joan ganhou o Prêmio Albert Lasker de investigação em Clínica Médica, que equivale a um "Nobel norte-americano", pois 87 de seus ganhadores também ganharam o Nobel.

## Biografia
Joan nasceu em Minneapolis, em 1941. Cresceu em sua cidade na década de 1950 e 1960, educada para ser dona de casa e esposa. Estudou na Blake School, um colégio só para meninas, onde concluiu o ensino médio.
Em 1963, Joan se formou com um bacharelado em Ciências na área de química pelo Antioch College, em Ohio. Seu interesse por biologia molecular começou no laboratório de Alex Rich no Instituto de Tecnologia de Massachusetts. Após a conclusão da pós-graduação, Joan se candidatou à uma vaga na faculdade de medicina, pois desconhecia a existência de outras doutoras na mesma área que a sua. Foi aceita na Universidade Harvard, mas declinou do convite para trabalhar com bioquímica e biologia molecular no novo programa da mesma universidade. Lá, ela foi a primeira mulher a integrar o laboratório do ganhador do Nobel James Watson.

## Carreira
Joan terminou sua pesquisa de pós-doutorado no Laboratório de Biologia Molecular do Conselho de Pesquisa Médica do Reino Unido na Universidade Cambridge, onde trabalhou com Francis Crick, Sydney Brenner e Mark Bretscher. No laboratório, Joan queria responder à pergunta de como uma bactéria sabia em que ponto começar a ler um RNA mensageiro (RNAm). Desta forma, ela descobriu as sequências exatas em um vírus de RNA maduro que codificava três proteínas, onde o RNAm do vírus liga os ribossomos bacterianos para produzir proteínas. Em 1969, publicou um artigo de grande importância na revista Nature, mostrando a sequência de nucleotídeos dos pontos de início da ligação.
Em 1970, Joan foi para a Universidade Yale. Em 1975 publicou a descoberta pela qual é mais conhecida, demonstrando que os ribossomos usam pares de bases complementares para identificar o ponto inicial no RNA mensageiro.
Em 1980, Joan colaborou em um artigo importante com Michael Lerner, sobre o uso de imunoprecipitação com anticorpos humanos em pacientes com doença autoimune, para isolar e identificar novas pequenas ribonucleoproteínas nucleares (pronuncia-se "snurps") e assim identificando seu papel no splicing.

## Condecorações (seleção)
- 1975 Prêmio Passano[12]
- 1976 Prêmio Eli Lilly de Química Biológica[13]
- 1982 membro da Academia de Artes e Ciências dos Estados Unidos
- 1982 Prêmio NAS de Biologia Molecular
- 1983 membro da Academia Nacional de Ciências dos Estados Unidos
- 1986 Medalha Nacional de Ciências[14]
- 1988 Prêmio Dickson de Ciências[15]
- 1992 membro da American Philosophical Society
- 1992 Keith R. Porter Lecture
- 1994 Prêmio Weizmann de Mulheres na Ciência
- 1998 Sterling Professor da Universidade Yale
- 2000 Medalha Max Delbrück[16]
- 2001 Prêmios L'Oréal-UNESCO para mulheres em ciência[17]
- 2001 Prêmio Rosenstiel[18]
- 2004 Prêmio Howard Taylor Ricketts
- 2005 Medalha E.B. Wilson
- 2006 Prêmio Internacional da Fundação Gairdner[19]
- 2008 Prêmio Centro Médico Albany[20]
- 2012 Prêmio Pearl Meister Greengard
- 2013 Grande médaille de l’Académie des sciences
- 2014 membro estrangeiro da Royal Society[21]
- 2018 Prêmio Albert Lasker de investigação em Clínica Médica
- 2021 Prêmio Wolf de Medicina[22]